# Хто четвертий?
«Хто четвертий?» («ვინ არის მეოთხე?») — радянський художній фільм 1985 року, знятий режисером Отаром Коберідзе на кіностудії «Грузія-фільм».

## Сюжет
У центрі Батумі пограбовано ювелірний магазин. Тієї ж ночі до кримінального розшуку надійшло повідомлення про те, що вбито небезпечного злочинця Олександра Глонті на прізвисько «Професор». Ланцюжок, знайдений у квартирі Глонті, підтвердив зв'язок між цими подіями. Оперативна група вийшла на слід злодійської зграї, а потім знайшла й убивцю.

## У ролях
- Лія Еліава — мати Темурі
- Коте Толорая — Коте Джикія
- Дмитро Джаіані — Леван
- Дато Джапаріде — Темурі
- Гогі Схіртладзе — «Професор»
- Леван Учанейшвілі — Савка
- Павло Ремезов — лисий
- Картлос Марадішвілі — Отарі
- Отар Коберідзе — полковник
- Зураб Лаферадзе — Сардіон
- Олена Асламазішвілі — роль другого плану
- Гела Ревазішвілі — роль другого плану
- Іване Сакварелідзе — роль другого плану
- Костянтин Патарая — архіваріус
- Георгій Саванелі — роль другого плану
- Кола Мерабішвілі — Гурам
- О. Турманідзе — Нана
- І. Лорткіпанідзе — епізод
- Георгій Гогіберідзе — епізод
- Єлизавета Вачнадзе — епізод
- Т. Бердзенішвілі — епізод
- Ніно Вачнадзе — епізод
- А. Кириллов — епізод
- М. Зоїдзе — епізод
- Ашот Мелікджанян — епізод
- Ірина Джабадарі — епізод
- Т. Сулханішвілі — епізод
- Н. Церетелі — епізод
- Гогі Замбахідзе — епізод
- Л. Вадачкорія — епізод
- Н. Габашвілі — епізод
- Є. Шілакадзе — епізод
- Ш. Бежанідзе — епізод
- Т. Абусерідзе — епізод
- Вано Гогітідзе — епізод
- Г. Деканосідзе — епізод

## Знімальна група
- Режисер — Отар Коберідзе
- Сценарист — Гія Бадрідзе
- Оператор — Джимшер Крістесашвілі
- Композитор — Вахтанг Кахідзе
- Художники — Гія Лаперадзе, Леван Гветадзе